# Hollebeke Mountain
Hollebeke Mountain är ett berg i Kanada.   Det ligger i provinsen Alberta, i den södra delen av landet, 2 900 km väster om huvudstaden Ottawa. Toppen på Hollebeke Mountain är 2 407 meter över havet, eller 352 meter över den omgivande terrängen. Bredden vid basen är 2,6 km.
Terrängen runt Hollebeke Mountain är huvudsakligen kuperad. Trakten runt Hollebeke Mountain är nära nog obefolkad, med mindre än två invånare per kvadratkilometer..
I omgivningarna runt Hollebeke Mountain växer i huvudsak barrskog.